# North Palm Beach
North Palm Beach är en ort (village) i Palm Beach County, i delstaten Florida, USA. Enligt United States Census Bureau har orten en folkmängd på 12 153 invånare (2011) och en landarea på 9,3 km².